# Púr Múdd
Púr Múdd – estoński duet muzyczny grający muzykę popowo-elektroniczną, założony w 2015. 

## Historia zespołu
Zespół założyli Joonas Alvre i Oliver Rõõmus, który zadebiutowali na rynku wspólnym singlem „Meet Halfway” wydanym 14 grudnia 2015. Z piosenką startowali w estońskich eliminacjach eurowizyjnych, jednak nie zakwalifikowali się do finału konkursu.
22 marca 2017 wydali swój debiutancki album studyjny, zatytułowany Undefined, który promowany był przez single: „Meet Halfway”, „Figures”, „Fight for You”, „The Way It Goes” i „Rose to Die”. W sierpniu wydali singiel „A Million Reasons”.
9 marca 2018 zaprezentowali singiel „The Best Thing”, który nagrali razem z Seizo. W lipcu ogłosili, że z zespołu odchodzi Joonas Alvre, a nowym wokalistą został Joonatan Toomiste.

## Dyskografia

### Albumy studyjne
- Undefined (2017)